# ヤン・アルベルト・ヴァザ
ヤン・アルベルト・ヴァザ（ポーランド語：Jan Albert Waza；スウェーデン語：Johan Albert Vasa, 1612年6月25日 - 1634年12月29日）は、ポーランド・リトアニア共和国の枢機卿、ヴァルミア司教。

## 生涯
ポーランド王ジグムント3世（スウェーデン王でもあった）とその2番目の妻で神聖ローマ皇帝フェルディナント2世の妹であるコンスタンツェの間の息子として生まれた。ポーランド王ヴワディスワフ4世の異母弟、ヤン2世の同母弟である。
父王によりわずか9歳でヴァルミアの領主司教に任命され、1621年10月21日に教皇によって承認を受けた。しかしヴァルミアの司教座聖堂参事会はこの決定の承認問題をめぐって紛糾し、貴族階級（シュラフタ）も1631年のセイムにおける最終的な承認まではこれに反対し続けていた。もっとも王子は一度も自らの司教区を訪れることはなく、補佐司教ミハウ・ドジャウィニスキ、ワルシャワ助祭長ヤクプ・ヴィェジュビピェンタ・ボジュホフスキ、司教座聖堂参事会員パヴェウ・ピャセツキらが教区統治を代わりに行った。フラウエンブルクの聖堂は使徒アンデレの黄金像を含むヤン・アルベルトの沢山の寄贈により、豊かな財産を得たという。ヤン・アルベルトはイエズス会によって教育を受けた。
1632年10月20日、20歳になっていたヤン・アルベルトはクラクフ司教を兼任することが決まり、1633年2月27日より司教として着任している。また1632年12月20日には彼が枢機卿となることが共和国に布告された。ただし教皇ウルバヌス8世は、ヤン・アルベルトをサンタ・マリア・イン・アクィノ教会の長老に既に任じた後、1629年10月29日には秘密裏にヤン・アルベルトを枢機卿へと昇任させていた。
ヤン・アルベルトは1634年、異母兄ヴワディスワフ4世の外交政策の一環としてパドヴァを訪れていた際に急死した。その死因についてははっきりしないが、アルブレフト・スタニスワフ・ラジヴィウは日記の中で、ヤン・アルベルトがイタリアを発つ弟アレクサンデル・カロルに会いに行き、そこで弟から天然痘を移されたものと推測している（アレクサンデル・カロルも同年に天然痘で死んでいる）。一方、パヴェウ・ピャセツキは、天然痘以外の病気が死因であったと考えていた。